# Original Mirrors
Original Mirrors foi uma banda inglesa de new wave formada em Liverpool em 1979. Tiveram uma carreira efêmera com apenas dois álbuns de estúdio.

## Biografia e carreira
Constituída por Steve Allen (vocal), Ian Broudie (guitarra), Phil Spalding (baixo), Jonathan Perkins (teclas) e Peter Kircher (bateria). Em 1979 assinam contrato com a Mercury Records e lançam o single "Could This Be Heaven?", de amostra ao primeiro álbum a editar meses mais tarde. Assim em 1980 é editado Original Mirrors, que não obteve o desejado sucesso comercial. Lançam o segundo e último álbum Heart-Twango & Raw-Beat do qual foram extraídos vários singles com destaque para "Dancing With The Rebels" com o inédito no lado B: "Sure, Yeah". No final de 1981 é editado o single com o inédito "20,000 Dreamers", que marca o fim da atividade da banda.

## Discografia
- Original Mirrors [4] álbum (1980)
- Heart-Twango & Raw-Beat [5] álbum (1981)
- "20,000 Dreamers" [7] single (1981)

## Membros da banda
- Steve Allen – (voz) [2]
- Ian Broudie – (guitarra) [2]
- Phil Spalding – (baixo) [2]
- Jonathan Perkins – (teclas) [2]
- Peter Kircher – (bateria) [2]